# Voie rapide R6 (Slovaquie)
La route slovaque R6 (en slovaque : Rýchlostná cesta R6) est une voie rapide.